# Exocet

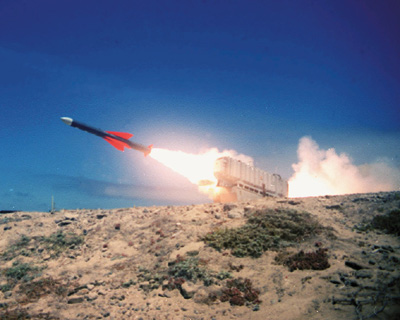
Llançament d'un Exocet des de terra.

L'Exocet (nom en francès del "peix volador") és una família de míssils antivaixell subsònics (Mach 0,9) de sistema Fire-and-forget (els quals un cop llançats són guiats automàticament a l'objectiu). Té la capacitat de volar a baixa altitud (uns pocs metres de la superfície del mar) i pot ser llançat des de vaixells, submarins, aeronaus i bateries de costa.

## Utilització en combat

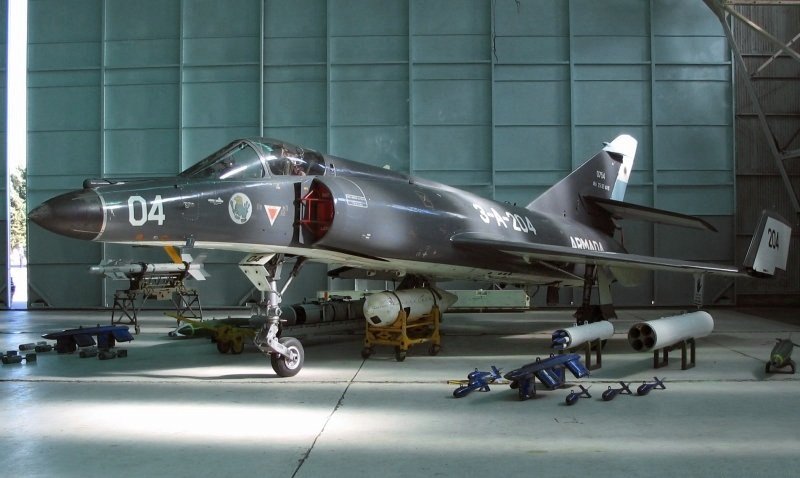
L'avió de combat Dassault Super-Étendard, utilitzat durant la guerra de les Malvines per les forces argentines pel llançament dels míssils Exocet.

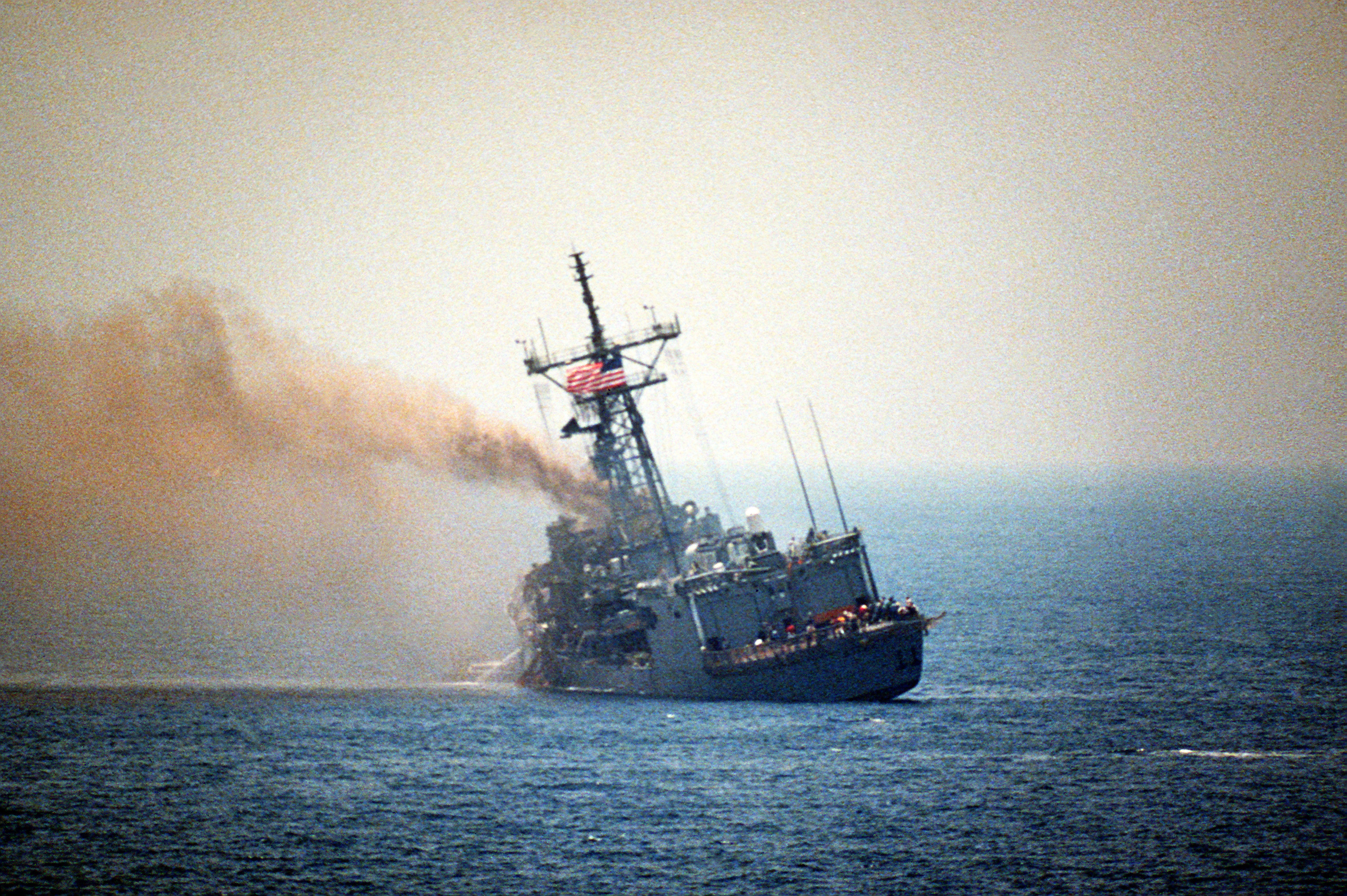
LUSS Stark estatunidenc impactat pel míssil Exocet el 1987.

Ha estat utilitzat amb bastant èxit per l'Armada argentina durant la guerra de les Malvines: També ha estat utilitzat per l'Iraq durant la guerra del Golf.

## Operadors

### Operators actuals
Argentina(Marina argentina - MM38, MM40 and AM39).
 Bulgària
 Brasil(Marina del Brasil - MM38, MM40 Block 2/2 and AM39).
 Xile(Armada de Xile - MM38, AM39 i recentment adquirit l'SM39 per al Classe Scorpène.
 Colòmbia
 Xipre(MM40).
 Equador(MM40).
 Egipte
 França
 Alemanya(Deutsche Marine - va ser reemplaçat per l'RBS15).
 Grècia(MM38, MM40, AM39).
 Indonèsia(MM38, MM40 Block 2).
 Iran.

 Iraq.
 Kuwait .
 Líbia
 Malàisia(Tentera Laut Diraja Malaysia - MM38, MM40 Block 2, SM39).
 Marroc
 Oman.
 Pakistan(پاک بحریہ, پاک فضائیہ).
 Perú(Armada peruana - AM39, MM38).
 Qatar
 Sud-àfrica
 Tailàndia
 Turquia(MM38).
 Emirats Àrabs Units

 Veneçuela(Aviación Nacional de Venezuela) Mirage-50, serà canviat.
 Corea del Sud(대한민국 해군).

### Exoperadors
Bèlgica(Marinecomponent van de Belgische Strijdkrachten) fins al 2008.
 Regne UnitRoyal Navy, fins al 2002.
 Geòrgia